# Hirudin
Hirudin je antikoagulant, ki ga medicinska pijavka (Hirudo medicinalis) iz svojih obustnih žlez izloča v kri plena, da se ne strjuje. 
Snov je leta 1884 odkril britanski fiziolog John Berry Haycraft in jo poimenoval po latinskem imenu te živali. Snov so prvič izolirali v petdesetih letih 20. stoletja, njeno strukturo pa so uspeli razvozlati šele leta 1976.
Danes se hirudin uporablja predvsem v zdravstvu, za preprečevanje tromboze.